# Howard Buffett
Pour les articles homonymes, voir Buffett.
Howard Homan Buffett (Omaha, le 13 août 1903 - le 30 avril 1964) est un homme d'affaires et un homme politique américain. Membre du Parti républicain, il a été représentant du second district du Nebraska pendant 4 législatures.
Il est le père de Warren Buffett.

## Biographie
Né à Omaha dans le Nebraska le 13 août 1903 de Ernest Platt Buffett, propriétaire d'une épicerie, et d'Henriette Duvall, il va à l'école publique. En 1925, il a un Artium Baccalaureatus et un certificat de journalisme de l'Université du Nebraska à Lincoln où il appartient à la fraternité Alpha Sigma Phi. La même année il se marie avec Leila Stahl avec qui il a 3 enfants : Doris, Warren et Roberta.
En 1926, il entre dans le monde de la finance et crée en 1931 la société de courtage Buffett-Falk & Company.
De 1939 à 1942, il fait partie de la commission scolaire d'Omaha. En 1942, il se présente pour les élections à la Chambre des représentants où il remporte le siège de représentant du second district congressionnel du Nebraska à la place du démocrate Charles F. McLaughlin. Il conserve ce siège aux élections de 1944 et celles de 1946 mais le perd aux élections de 1948 au profit du démocrate Eugene O'Sullivan. Toutefois, il regagne ce siège aux élections de 1950. En 1952, il décide de ne plus se représenter tout en étant cette année-là le directeur de campagne du Midwest pour le candidat républicain Robert Taft durant les primaires. Après cela, il retourne s'occuper de sa société de courtage.
Il meurt le 3 avril 1964 et est enterré au Forest Lawn Memorial Park d'Omaha.
Howard Buffet est reconnu pour avoir été le promoteur du libertarianisme et d'avoir entretenu une amitié durant de longues années avec Murray Rothbard. Critique virulent de la doctrine Truman et de la guerre de Corée, il a déclaré au Congrès à propos de l'interventionnisme militaire :

« Même si cela est désirable, l'Amérique n'est pas suffisamment forte pour faire la police dans le monde entier par sa puissance militaire. Si on tente une telle chose, les bénédictions de la liberté seront remplacées dans notre pays par la coercition et la tyrannie. Nos valeurs chrétiennes ne peuvent pas être exportées dans d'autres pays avec des dollars et des armes. »

Howard Buffet a préconisé le retour à l'étalon-or.

## Œuvres
- The Evil Men in the Kremlin Must Be Chortling as Militarism Runs Wild in America, U.S. Government Printing Office, Washington, 1952.